# Mauro Serafini
Mauro Serafini (Roma, 7 aprile 1859 – 2 aprile 1925) è stato un abate cattolico italiano.

## Biografia
Mauro Serafini nacque il 7 aprile 1859 a Roma. All'età di sedici anni fu accolto nel monastero di Montevergine dove, nel 1876, compiuto l'anno di noviziato, emise la professione semplice. Inviato nel collegio di Sant'Ambrogio, a Roma, frequentò alla Pontificia Università Gregoriana gli studi filosofici e teologici, conseguendo la laurea in teologia. Dopo la professione solenne e l'ordinazione diaconale, nel 1881 fu trasferito nel monastero di Santa Maria del Nigrett, nell'isola di Malta. Nel dicembre dell'anno successivo, fu ordinato presbitero a La Valletta. Nel 1884, fu inviato nel monastero di San Giuliano di Genova e impegnato nel campo della formazione. Nel 1891, fu trasferito nel monastero di Torrechiara (Santa Maria della Neve), con il compito di prefetto dei chierici, nel 1893 eletto priore amministratore e, nel 1896, abate. Nel novembre del 1900, fu chiamato a succedere al fratello Domenico Serafini nell'ufficio di abate generale della Congregazione sublacense; mantenne l'incarico fino al 1920. Due anni prima, era stato nominato segretario della Congregazione dei Religiosi. Morì all'età di 65 anni il 2 aprile 1925.